# وینو نومان
کارلو وینو نومان (به فنلاندی: Kaarlo Väinö Nyman) (زاده ۲۲ آوریل ۱۸۸۰، تایوالکسکی - درگذشته ۱۶ آوریل ۱۹۴۷، اولو) داروساز فنلاندی و مترجم فنلاندی رمان‌های ماجراجویی بود.
نایمن از سال ۱۸۹۶ تا ۱۸۹۸ در دبیرستان عالی اولو لیسیو تحصیل کرد و در سال ۱۹۰۱ به عنوان داروساز فارغ‌التحصیل شد.
نومان سه کتاب از السا لیندبرگ ترجمه کرده است:
- Anna-Liisa
- Viulutyttö
- Kaikissa sävellajeissa